# Moschatellina
Moschatellina es un género con cuatro especies de plantas fanerógamas perteneciente a la familia de las adoxáceas, pero hoy día taxonómicamente no resuelto.

## Taxonomía
El género fue descrito por  Philip Miller y publicado en The Gardeners Dictionary...Abridged...fourth edition, 1754.

## Especies
- Moschatellina adoxa
- Moschatellina fumariaefolia
- Moschatellina generalis
- Moschatellina tetragona